# Alfonso Méndiz
Alfonso Méndiz Noguero  (Barcelona, 21 de julio de 1961) es catedrático de Comunicación Audiovisual y Publicidad, experto en Publicidad y valores, y en las nuevas formas publicitarias. Es Rector de la Universitat Internacional de Catalunya (UIC Barcelona) desde septiembre de 2021.

## Biografía
Se licenció en Ciencias de la Comunicación (1984) y se  doctoró en Comunicación Pública (1990) por la Universidad de Navarra, ambos grados con Premio extraordinario. Discípulo de Juan José García-Noblejas, sus primeras investigaciones se orientaron al Guion Audiovisual. Con su maestro, creó el Departamento de Cultura y Comunicación Audiovisual, y puso en marcha la asignatura de Teoría y Técnica de la Narración Audiovisual. Cursó en la Universidad de Los Ángeles (UCLA) un Posgrado en Production in Motion Pictures and Television. Posteriormente se ha interesado por la figura de Jesucristo en el cine, y la influencia de la televisión en los niños y adolescentes.
En 1993 obtuvo una plaza de Profesor Titular Interino en la Universidad de Málaga, y allí orientó su investigación y su docencia al ámbito de la publicidad, sin abandonar su interés por la narrativa cinematográfica. A la vez que ganaba la plaza de Titular y ocupaba diversos cargos de gestión académica (Secretario de la Facultad de Comunicación, Secretario del Departamento de Comunicación Audiovisual y Publicidad), puso en marcha el naciente grado en Publicidad y Relaciones Públicas, creó el Congreso anual de Comunicación Interactiva - COMINTERACTIVA e impulsó la investigación en ese campo.
En total ha dirigido veintiuna Tesis doctorales en temas relativos a narrativa cinematográfica, publicidad y valores, publicidad e infancia, publicidad y mujer, y nuevos formatos publicitarios. También es autor del blog Publicidad y cine con valores, donde publica regularmente desde 2009 reseñas de las películas más inspiradoras y los mejores anuncios publicitarios.
Ha sido Visiting researcher de la Hebrew University of Jerusalem (2009), Universidad de La Sabana (Bogotá, 2010) y Università Cattolica del Sacro Cuore (Milán, 2011). Ha impartido cursos de master y de doctorado en diversas universidades. Es autor de diecisiete libros y un centenar de artículos y capítulos de libros.
En su etapa como Decano de la Facultad de Ciencias de la Información de la Universitat Internacional de Catalunya (2015-2021), estableció acuerdos con varias universidades europeas y ha impulsado un programa de internacionalización de la docencia y de los estudiantes. También puso en marcha el Doctorado en Comunicación, Educación y Humanidades. El 1 de septiembre de 2021 fue nombrado Rector de la Universitat Internacional de Catalunya (UIC Barcelona).

## Obras
- Antonio Machado periodista (1995)
- Modelos de consumidor en la publicidad (1996)
- La industria audiovisual y publicitaria en Andalucía, con M. de Aguilera y A. Castillo (1999)
- Financiera y Minera en Andalucía: Cien años de historia industrial, con A. Almansa (2000).
- Nuevas formas publicitarias (2001)
- Publicidad, Comunicación y Marketing en Internet, con J. S. Victoria (2002).
- Videojuegos y Educación, con M. de Aguilera (2003)
- Publicidad, Educación y Nuevas Tecnologías (2004)
- Cómo se hicieron las grandes películas 1 (2005)
- Cómo se hicieron las grandes películas 2 (2007)
- Falsedad y Comunicación, con C. Cristófol (2007)
- Jesucristo en el cine (2009)
- Los valores en la publicidad (2010)
- Teoría de la Publicidad (2013)
- Historia de la Publicidad (2013)